# Álex Baena
Alejandro  ("Álex") Baena Rodríguez (Roquetas de Mar, 20 juli 2001) is een Spaans voetballer die doorgaans speelt als vleugelspeler. In juli 2025 verruilde hij Villarreal voor Atlético Madrid. Baena maakte in 2023 zijn debuut in het Spaans voetbalelftal, waarmee hij in 2024 Europees kampioen werd.

## Clubcarrière
Baena speelde in de jeugd van Roquetas en werd in 2011 opgenomen in de opleiding van Villarreal. Zijn debuut in het eerste elftal maakte hij op 18 december 2019, toen in de Copa del Rey met 0–5 gewonnen werd op bezoek bij Comillas. Leonardo Suárez, Carlos Bacca (driemaal) en Santi Cazorla zorgden voor de doelpunten. Baena mocht van coach Javi Calleja na vierenzestig minuten invallen voor Sergio Lozano. Hij gaf daarna bij twee doelpunten de assist. In het seizoen 2019/20 kwam de vleugelspeler tot twee officiële duels. Tijdens zijn tweede seizoen kwam hij voor het eerst tot scoren. Op 5 november 2020 werd in het eigen Estadio de la Cerámica gespeeld tegen Maccabi Tel Aviv in het kader van de UEFA Europa League. Na twee doelpunten van Bacca zorgde Baena voor de derde treffer van de wedstrijd. Uiteindelijk werd het 4–0 door een treffer van Fer Niño.
In de zomer van 2021 werd Baena voor een seizoen verhuurd aan Girona. Hij speelde tweeënveertig competitieduels voor Girona, waarmee hij promotie naar de Primera División behaalde. Zijn verbintenis bij Villarreal werd in januari 2023 opengebroken en verlengd tot medio 2028. Gedurende het seizoen 2022/23 kwam Baena tot opgeteld negen goals en assists, het jaar erop waren dat er zestien en daarna zeventien. In juli 2025 betaalde Atlético Madrid zo'n vijfenveertig miljoen euro voor zijn overgang en in de Spaanse hoofdstad zette hij zijn handtekening onder een verbintenis voor de duur van vijf seizoenen.

## Clubstatistieken
| Seizoen | Club            | Competitie       | Competitie | Competitie | Beker | Beker | Internationaal | Internationaal | Totaal | Totaal |
| Seizoen | Club            | Competitie       | Wed.       | Dlp.       | Wed.  | Dlp.  | Wed.           | Dlp.           | Wed.   | Dlp.   |
| ------- | --------------- | ---------------- | ---------- | ---------- | ----- | ----- | -------------- | -------------- | ------ | ------ |
| 2019/20 | Villarreal      | Primera División | 1          | 0          | 1     | 0     | —              | —              | 2      | 0      |
| 2020/21 | Villarreal      | Primera División | 6          | 0          | 5     | 0     | 9              | 2              | 20     | 2      |
| 2021/22 | → Girona        | Segunda División | 42         | 5          | 3     | 0     | —              | —              | 45     | 5      |
| 2022/23 | Villarreal      | Primera División | 35         | 6          | 4     | 2     | 9              | 4              | 48     | 12     |
| 2023/24 | Villarreal      | Primera División | 34         | 2          | 3     | 1     | 8              | 2              | 45     | 5      |
| 2024/25 | Villarreal      | Primera División | 32         | 7          | 1     | 0     | —              | —              | 33     | 7      |
| 2025/26 | Atlético Madrid | Primera División | 0          | 0          | 0     | 0     | 0              | 0              | 0      | 0      |
| Totaal  | Totaal          | Totaal           | 150        | 20         | 17    | 3     | 26             | 8              | 193    | 31     |

Bijgewerkt op 2 juli 2025.

## Interlandcarrière
Baena maakte zijn debuut in het Spaans voetbalelftal op 12 september 2023, toen een kwalificatiewedstrijd voor het EK 2024 gespeeld werd tegen Cyprus. Van bondscoach Luis de la Fuente moest Baena op de reservebank beginnen en hij mocht veertien minuten voor het einde van de reguliere speeltijd invallen voor Gavi, die de score had geopend. Daarna scoorden Mikel Merino, Joselu en Ferran Torres, voor Baena net na zijn invalbeurt zijn eerste interlanddoelpunt maakte. Torres besliste de eindstand op 6–0.
In mei 2024 werd Baena door De La Fuente opgenomen in de voorselectie van Spanje voor het EK 2024. Later werd hij ook opgenomen in de definitieve selectie voor het toernooi. Spanje won in de groepsfase van Kroatië (3–0), Italië (1–0) en Albanië (0–1), waarna achtereenvolgens Georgië (4–1), Duitsland (2–1, na verlenging) en Frankrijk (2–1) verslagen werden. In de finale was Spanje met 2–1 te sterk voor Engeland. Baena kwam alleen tegen Italië en Albanië in actie.
| Interlands van Álex Baena voor Spanje | Interlands van Álex Baena voor Spanje | Interlands van Álex Baena voor Spanje | Interlands van Álex Baena voor Spanje | Interlands van Álex Baena voor Spanje | Interlands van Álex Baena voor Spanje |
| №                                     | Datum                                 | Wedstrijd                             | Uitslag                               | Competitie                            | Goals                                 |
| Als speler bij Villarreal             | Als speler bij Villarreal             | Als speler bij Villarreal             | Als speler bij Villarreal             | Als speler bij Villarreal             | Als speler bij Villarreal             |
| ------------------------------------- | ------------------------------------- | ------------------------------------- | ------------------------------------- | ------------------------------------- | ------------------------------------- |
| 1                                     | 12 september 2023                     | Spanje – Cyprus                       | 6 – 0                                 | EK 2024 kwalificatie                  | 77'                                   |
| 2                                     | 22 maart 2024                         | Colombia – Spanje                     | 1 – 0                                 | Vriendschappelijk                     |                                       |
| 3                                     | 5 juni 2024                           | Spanje – Andorra                      | 5 – 0                                 | Vriendschappelijk                     |                                       |
| 4                                     | 20 juni 2024                          | Spanje – Italië                       | 1 – 0                                 | EK 2024                               |                                       |
| 5                                     | 24 juni 2024                          | Albanië – Spanje                      | 0 – 1                                 | EK 2024                               |                                       |
| 6                                     | 12 oktober 2024                       | Spanje – Denemarken                   | 1 – 0                                 | Nations League 2024/25                |                                       |
| 7                                     | 15 oktober 2024                       | Spanje – Servië                       | 3 – 0                                 | Nations League 2024/25                | 77'                                   |
| 8                                     | 15 november 2024                      | Denemarken – Spanje                   | 1 – 2                                 | Nations League 2024/25                |                                       |
| 9                                     | 23 maart 2025                         | Spanje – Nederland                    | 3 – 3 (5 – 4 n.s.)                    | Nations League 2024/25                |                                       |
| 10                                    | 8 juni 2025                           | Portugal – Spanje                     | 2 – 2                                 | Nations League 2024/25                |                                       |

Bijgewerkt op 2 juli 2025.

## Erelijst
| Competitie              |            |            |
| Competitie              | Aantal     | Jaren      |
| Villarreal              | Villarreal | Villarreal |
| ----------------------- | ---------- | ---------- |
| UEFA Europa League      | 1          | 2020/21    |
| Spanje                  |            |            |
| Europees kampioenschap  | 1          | 2024       |
| Spaans Olympisch elftal |            |            |
| Olympische Spelen       | 1          | 2024       |